# Estació d'Abrera
|  | Per a l'estació de Rodalies vegeu Estació d'Abrera (LOF) |

Abrera és una estació de ferrocarril de les línia suburbana S4, i de rodalia R5 i R50 de la Línia Llobregat-Anoia de FGC situada a l'est del centre del nucli urbà d'Abrera a la comarca del Baix Llobregat.
 Aquesta estació es va inaugurar el 1922 amb l'obertura del tram Martorell – Olesa de Montserrat, que estava emmarcada en la construcció de la línia Martorell - Manresa.

## Història
El 1919 es constitueix la Compañia General de Ferrocarriles Catalanes amb l'objectiu de connectar Martorell i Manresa, unint les línies de via métrica ja existents cap a Barcelona i Berga.
Un any després s'inicia la construcció, obrint-se el primer tram entre Martorell i Olesa amb l'estació d'Abrera el 29 de març de 1922.
El 2002 es substitueix el pas a nivell al costat nord de l'estació per un pont amb rampes. El 2008 entra en servei una segona via entre Martorell Enllaç i Olesa, després de 5 anys d'obres.

## Serveis ferroviaris
| Línia Llobregat-Anoia de FGC |                  |                  |                     |                        |
| Procedència/Destinació       | <                | Línia            | >                   | Procedència/Destinació |
| Barcelona - Pl. Espanya      | Martorell-Enllaç |                  | Olesa de Montserrat | Olesa de Montserrat    |
| Barcelona - Pl. Espanya      | Martorell-Enllaç | Manresa-Baixador | Olesa de Montserrat |                        |
| Barcelona - Pl. Espanya      | Martrell-Central |                  | Olesa de Montserrat |                        |